# Résolution 1333 du Conseil de sécurité des Nations unies
Membres permanents
- Chine
- États-Unis
- France
- Royaume-Uni
- Russie

Membres non permanents
- Argentine
- Bangladesh
- Canada
- Jamaïque
- Malaisie
- Mali
- Namibie
- Pays-Bas
- Tunisie
- Ukraine

Résolution no 1332 Résolution no 1334
La résolution 1333 du Conseil de sécurité des Nations unies fut adoptée le 19 décembre 2000. Après avoir rappelé toutes les résolutions sur la situation en Afghanistan, y compris la résolution 1267 (de 1999), le Conseil a appelé à l'interdiction de l'assistance militaire aux talibans, à la fermeture de ses camps et à la fin de la mise à disposition de sanctuaire au mouvement.
Les principaux moteurs de la résolution auraient été la Russie et les États-Unis. Au cours de ses délibérations et lors de son adoption, la résolution a été critiquée pour avoir mis en danger inutilement la vie des afghans ordinaires frappés par la pauvreté et la sécheresse et pour avoir sapé les négociations de paix avec les talibans.

## Résolution

### Observations
Le Conseil de sécurité a reconnu les besoins humanitaires critiques du peuple afghan. Elle appuie les efforts du représentant personnel du secrétaire général pour faire avancer le processus de paix en vue de mettre en place un gouvernement global, multiethnique et représentatif. L'entraînement et la mise à l'abri des terroristes dans les zones contrôlées par les talibans ont été condamnés. Dans le même temps, le sanctuaire fourni à Oussama Ben Laden a été condamné à nouveau et un acte d'accusation contre lui par les États-Unis a été noté par le Conseil. Il a été souligné que l’enlèvement et le meurtre de diplomates et de journalistes iraniens constituaient une violation du droit international humanitaire.
La résolution notait que les talibans étaient impliqués dans la culture et le trafic illégal d'opium. Le Conseil s'est également déclaré préoccupé par les violations des droits de l’homme, en particulier contre les femmes et les filles.

### Contenu
Agissant en vertu du chapitre VII de la Charte des Nations unies, le Conseil a exigé que les talibans se conforment à la résolution 1267, cessent de soutenir les terroristes, ferment les camps d'entraînement et mettent fin aux activités liées aux drogues illégales. Tous les pays ont reçu l’ordre de cesser de fournir assistance, armes et formation aux talibans ; ceux qui entretenaient des relations diplomatiques avec les talibans ont été priés de reconsidérer leurs relations et de réduire les effectifs des missions des talibans. Il a été décidé que tous les États devaient fermer les bureaux des talibans et d'Ariana Afghan Airlines; geler les avoirs d'Oussama ben Laden et de ceux qui lui sont associés ; empêcher l'apport d'anhydride acétique; et interdire aux aéronefs d'atterrir, de décoller ou de survoler leur territoire s'ils avaient décollé et devaient atterrir sur le territoire des talibans. Les restrictions aéronautiques ne devaient pas s'appliquer aux vols humanitaires et le comité du Conseil de sécurité a été prié de tenir à jour une liste des organisations humanitaires approuvées fournissant une aide humanitaire à l'Afghanistan. Une interdiction de voyager a également été imposée aux hauts responsables talibans qui ne devait pas s'appliquer dans des circonstances religieuses ou humanitaires.
Le secrétaire général Kofi Annan a été prié de faire un rapport sur tous les aspects de la situation en Afghanistan, y compris l’application des sanctions contre les talibans. Le Comité a été prié d’établir et de tenir à jour des listes relatives aux différents aspects du régime de sanctions contre les talibans, d’accorder des exceptions et de faire un rapport périodiquement sur les violations des mesures. À cet égard, tous les pays ont été instamment invités à coopérer avec le Comité et à appliquer les sanctions. Les mesures devaient en vigueur à 00h01 HET un mois après l'adoption de la résolution actuelle pour une période de 12 mois. Si le Conseil décidait que les talibans se conformaient aux résolutions précédentes, certaines des sanctions prendraient fin; en cas de non-respect, de nouvelles mesures seraient envisagées.

## Réactions
La résolution soutenue par la Russie et les États-Unis a été critiquée par le secrétaire général Kofi Annan comme sapant les négociations de paix avec les talibans. La Chine et la Malaisie se sont abstenues lors du vote sur la résolution 1333 après avoir exprimé leur inquiétude quant au fait que les sanctions toucheraient la population afghane.
L'expert de l'Afghanistan Barnett Rubin (en) a déclaré que la résolution était centrée sur les intérêts américains et russes et avait peu de pertinence pour les vrais problèmes de l'Afghanistan. Human Rights Watch a demandé au Conseil de sécurité de l'ONU de ne pas imposer un embargo unilatéral sur les armes dans une situation où toutes les parties participantes se sont rendues coupables de violations des droits humains.